# Vaaranlampi
Vaaranlampi är en sjö i Finland. Den ligger i kommunen Taivalkoski i landskapet Norra Österbotten, i den nordöstra delen av landet, 600 km norr om huvudstaden Helsingfors. Vaaranlampi ligger 241,7 meter över havet. Arean är 36,6 hektar och strandlinjen är 4,05 kilometer lång. Sjön  ingår i Ijo älvs huvudavrinningsområde. 